# Scott Aldred
Scott Phillip Aldred (né le 12 juin 1968 à Flint, Michigan, États-Unis) est un ancien lanceur gaucher au baseball. Il a joué dans les Ligues majeures pendant 9 saisons entre 1990 et 2000 et porté les couleurs de 6 équipes.

## Carrière
Scott Aldred a lancé pour les Tigers de Détroit (1990-1992, 1996), les Rockies du Colorado (1993), les Expos de Montréal (1993), les Twins du Minnesota (1996-1997), les Devil Rays de Tampa Bay (1998-1999) et les Phillies de Philadelphie (1999-2000).
En 1993, il a fait partie de la formation inaugurale des Rockies du Colorado, qui l'avaient réclamé lors du repêchage d'expansion en prévision de la première saison de leur histoire.
En 1998 avec Tampa Bay, il a établi un nouveau record des ligues majeures pour le plus grand nombre d'apparitions au monticule dans une saison sans jamais être impliqué dans une décision, lançant dans 48 parties sans récolter aucune victoire ni être crédité d'aucune défaite. Cette marque a été battue 9 ans plus tard par Trever Miller, qui a compilé un dossier de 0-0 en 76 parties pour les Astros de Houston en 2007.